# Хрістіан Гайн
Хрістіан Гайн (нім. Christian Hein, 6 вересня 1982) — німецький плавець.
Учасник Олімпійських Ігор 2004 року.
Призер Чемпіонату світу з водних видів спорту 2003 року.
Призер Чемпіонату Європи з водних видів спорту 2006 року.